# Assassin of Youth
Assassin of Youth (dt. Meuchelmörder der Jugend) ist ein Anti-Cannabis-Exploitationfilm aus dem Jahr 1937.
Der Film ist dem viel bekannteren Propagandafilm Reefer Madness, in dem ebenfalls die Darstellerin Dorothy Short mitspielt, sehr ähnlich.

## Handlung
Das Mädchen Joan Barry wird von ihren abgefeimten und Marihuana-dealenden Verwandten, Linda Clayton und Jack Howard, die sie daran hindern wollen eine Erbschaft zu erhalten, in eine Gruppe von jugendlichen Marihuana-Rauchern eingeführt.
Der Reporter Art Brighton infiltriert die Bande der bejammernswerten Süchtigen, die sich in immer lasterhaftere Feiern verlieren, die durch Marihuana-Missbrauch in regelrechte Orgien ausarten: Einige Mädchen stechen, unter dem bewusstseinszerstörenden Einfluss von Marihuana, auch mit Messern aufeinander ein.
Joan wird schließlich wegen moralischer Abartigkeit vor Gericht gestellt, doch vor ihrer Verurteilung stürmt Art Brighton herein und offenbart Richter George Herbert, dass viele der im Gerichtssaal anwesenden Personen verachtenswerte Marihuana-Süchtige sind, die nicht das Recht haben Joan Barry zu beschuldigen. Besonders der schändliche Marihuana-Handel Linda Claytons wird aufgedeckt.
Joan wird freigesprochen und ist später als Künstlerin tätig.

## Hintergründe
Der Film nimmt mit seinem Titel Bezug auf einen Artikel, den Harry Anslinger für das American Magazine verfasst hatte; in diesem Machwerk hatte er seine gesammelte Propaganda gegen Marihuana zusammengefasst.
Assassin of Youth ist in den USA public domain und online verfügbar.